# Sin Kyung-Hyen
Sin Kyung-Hyen (12 de diciembre de 1977) es una deportista surcoreana que compitió en taekwondo. Ganó dos medallas de oro en el Campeonato Mundial de Taekwondo en los años 2001 y 2005, y una medalla de plata en el Campeonato Asiático de Taekwondo de 2000.

## Palmarés internacional
| Campeonato Mundial  | Campeonato Mundial   | Campeonato Mundial | Campeonato Mundial |
| Año                 | Lugar                | Medalla            | Categoría          |
| ------------------- | -------------------- | ------------------ | ------------------ |
| 2001                | Jeju (Corea del Sur) | Medalla de oro     | +72 kg             |
| 2005                | Madrid (España)      | Medalla de oro     | +72 kg             |
| Campeonato Asiático |                      |                    |                    |
| Año                 | Lugar                | Medalla            | Categoría          |
| 2000                | Hong Kong (China)    | Medalla de plata   | +72 kg             |